# Рожнев, Александр Викторович
Александр Викторович Рожнев (20 января 1975 — 31 июля 2016) — казахстанский хоккеист, нападающий. Тренер.

## Биография
Воспитанник «Торпедо» (Усть-Каменогорск), тренер В. И. Копцов. Начинал играть во второй команде «Торпедо» (1991/92 — 1992/93). Выступал за «Металлург (Магнитогорск)» и Металлург-2 (Магнитогорск, 1993/94 — 1994/95), «Южный Урал» Орск (1993/94), «Торпедо» / «Казцинк-Торпедо» Усть-Каменогорск (1995/96 — 2001/02, 2004/05 — 2006/07), австрийские клубы «Монтафон» (2002/03) и «Цельтвег» (2003/04), «Барыс». Завершил карьеру в 30 лет из-за проблем со спиной.
Возглавлял команду «Торпедо» 2000 года рождения, был тренером в «Торпедо» (2013/14). Тренер в ВКО СДЮШОР (2014), в ДЮСШ «Арлан» (с 2014).
Скончался 31 июля 2016 года в возрасте 41 года.